# Парижский университет в Средние века
Парижский университет (лат. Universitas Magistrorum et Scholarium Parisiensis) был одним из самых значительных и старейших университетов в Средние века. Образовавшись в середине XII века, он был официально признан французским королём Филиппом-Августом в 1200 году и папой Иннокентием III в 1215 году, и быстро приобрёл большую известность и уважение, особенно по части философского и богословского образования. Университет объединял все парижские колле́жи (коллегии) на левом берегу Сены и давал образование всем клеркам королевских служб (государственный совет, парламенты, трибуналы, счётные палаты, казначейство) и религиозных (проповедники, епископы, аббаты).
Долго не признавал чужих дипломов, или же связывал их признание с соблюдением некоторых формальностей, сокращённого экзамена, диспута и др. Существовали три академические степени: бакалавра, лиценциата и доктора или магистра.

## Предыстория
Во Франции славились соборные (при соборе) училища Реймса, Лаона и Парижа (при соборе Парижской богоматери) и многие монастырские, например при монастыре св. Виктора и при аббатстве св. Женевьевы в Париже. Но Парижский университет вышел не из соборных и монастырских школ, а из многочисленных богословских и «артистических» школ, развившихся там вполне самостоятельно и считавших в числе своих учителей рыцарей схоластики, Гильома де Шампо и Абеляра.

## XII век
Для преподавания требовалось только разрешение хозяина земли, на которой собиралась аудитория, иногда под открытым небом. В течение XII в. в Париже образовались два школьных района:
- более старый, на острове Ситэ, на земле епископа, около соборной церкви Парижской богоматери,
- и более новый, на возвышенности св. Женевьевы, во владениях аббата.

Во второй половине XII в. иностранные схолары Болонской юридической школы и частные парижские магистры, подчинённые канцлеру собора Нотр-Дам, организуются в землячества (nationes), затем в корпорации (universitates), поглотившие в себя
землячества, с выборными из среды схоларов ректорами во главе, и высвобождаются из-под опеки местных властей, делая её все более и более слабой, и создают особый тип учебного учреждения. Ядро корпорации Парижского университета составили не схолары, как в Болонье, а магистры (communitas magistrorum). Сплочению профессоров и студентов в корпорации содействовали многие причины; не случайно университеты образовались в Болонье и в Париже почти одновременно и независимо друг от друга. Огромное большинство студентов (схоларов) и профессоров (магистров) были пришлым людом и не пользовались правом гражданства, — а в тот век подобное положение равнялось почти полному бесправию. Было только два пути выйти из этого беззащитного состояния: сплотиться в корпорации и заручиться покровительством одной из универсальных властей — папы или императора. По средневековым понятиям только в корпорации, гильдии, цехе горожанин получал законное существование, а папская или императорская грамота давала ему защиту во всем христианском мире.
Магистры и студенты приходили и уходили когда угодно, открывали школы в других местах, выселялись иногда массами и наносили таким образом огромный нравственный и материальный ущерб своей прежней резиденции.

## XIII век
В 1200 г. король Филипп-Август освободил схоларов и магистров от юрисдикции прево и подчинил их суду епископа, заместителем которого был канцлер соборного капитула. Около 1208 года появляются и статуты корпорации парижских магистров. Парижский университет создался в тесном единении с местной церковной властью, результатом чего явилась влиятельная должность университетского канцлера.

### Папская протекция
Парижский университет был созданием папской универсальной власти, — здесь были созданы схоластическое богословие и система вероучения, которой держался католический мир и которая вознесла папу на вершину могущества. Результатом папского вмешательства явился ряд соглашений (concordamenta) между канцлером и корпорациями. Так, по статуту 1213 г. канцлер сохранил юрисдикцию только по важнейшим делам, а в остальных случаях члены корпораций судились у своих выборных начальников; licentia docendi давалась канцлером только лицам, выдержавшим экзамен в комиссии магистров. В 1215 г. эти вольности были дополнены разрешением университету издавать корпоративные статуты. Иногда корпорации, для достижения удовлетворения, прибегали к тому же средству, что и болонские схолары.
Так, в 1229 году, после кровавого побоища с горожанами, стоившего жизни нескольким неповинным схоларам, масса магистров и схоларов, не получив удовлетворения от регентши Бланки Кастильской, ушли в Орлеан, Анже и Реймс, а другие, по приглашению английского короля Генриха III — в Оксфорд. Папа Григорий IX заставил королеву уступить и издал знаменитую буллу Parens scientiarum (13 апреля 1231 года), ставшую хартией Парижского и многих других университетов. Суд епископа и его канцлера еще более был ограничен; канцлер потерял право арестовать схолара, а при вступлении в должность должен был присягнуть, что никому не предоставит «лиценции» без испытания у магистров. Факультеты, на которые делилась корпорация, получили право издавать статуты о порядке преподавания, одежде членов и т. п. Наконец, в 1246 году папа Иннокентий IV разрешил университету иметь собственную печать.

### Появление монахов
Менее удачна была попытка университета избавиться от нищенствующих орденов, первые представители которых, доминиканцы, появились в Париже в 1219 г. и получили от корпорации монастырь св. Иакова. Этот могущественный орден, члены которого видели в молитве и науке главную цель своей деятельности, устроил множество не зависимых от университета школ. Затем появились цистерцианцы и бенедиктинцы и тоже основали школы. Опасность для университета заключалась в том, что орденские члены, захватывая кафедры в богословском факультете, не подчинялись его статутам и не получали в обычном порядке учёных степеней. После целого ряда столкновений между корпорациями и орденом доминиканцев, папа Александр IV буллою Quasi lignum vitae (1255) решил дело в пользу монахов, освободив их от обязанности добывать licentiam docendi y факультета.
Университет не сразу подчинился распоряжению папы, но лишь под угрозами отлучения. Воинствующее папство не могло пожертвовать своей лучшей армией — монашеством — даже в пользу любимого Университета. Зато доминиканцы были украшением богословского факультета; из их рядов вышли Альберт Великий и Фома Аквинский.

## Организация
Канцлер собора Нотр-Дам, представитель епископа, считался юридическим главою университета (caput umversitatis), но судебные и факультетские компетенции его были очень ограничены. Точно так же и аббат св. Женевьевы, в районе которого ютилась часть учёного мирка, образуя постепенно «латинский квартал», присвоил себе право «лиценции»; но с 1227 года он имел право выдавать её только «артистам». В 1255 году он передал свои функции особому канцлеру, так что с тех пор университет имел двух канцлеров.
Корпорация Парижского университета — Universitas magistrorum et scholarium Parisius (sic) — состояла из магистров и схоларов всех факультетов, но право голоса имели только магистры, схолары же пользовались привилегиями только как ученики какого-нибудь магистра, внёсшего их в списки и бывшего их поручителем. Корпорация делилась на 4 факультета, которые упоминаются уже в 1213 г.:
- богословский,
- юридический (или канонический),
- медицинский и
- «артистический» (низший факультет, предшествующий другим: чтобы поступить схоларом на один из высших специальных факультетов, требовалось получить степень магистра in artibus).

Факультет был учёным цехом, с подразделением на мастеров (magistri y «артистов», doctores на высших факультетах), подмастерьев (baccalaurei) и учеников (scholares), с обычным цеховым дроблением труда, обычными испытаниями и цеховыми свидетельствами. Степень «мастера» (magister или doctor) давала право преподавать (licentia docendi), степень бакалавра — также, но с известными ограничениями.

### Профессора и студенты
Профессора не избирались, как в Италии, и не получали жалованья; его заменой служили церковные пребенды и даровое содержание в коллежах. Каждый факультет, на основании буллы Parons scientiarum, мог издавать свои статуты и имел собственную печать. Во главе факультета стоял декан, избиравшийся из числа профессоров для наблюдения за правильностью преподавания, для руководства факультетскими собраниями и экзаменами и для охранения прав и преимуществ цеха. У «артистов» были землячества — кружки схоларов и магистров, сплотившихся по национальной симпатии и для наилучшего устройства в чужом городе; корпоративная организация их совершилась, вероятно, не ранее начала XIII века.
В одном акте 1237 г. уже упоминаются все 4 «нации»:
- галльская (к ней принадлежали и другие романские народы),
- норманнская,
- пикардийская и
- английская (сюда, кроме жителей британских островов, входили немцы, другие северные народы и жители английских владений во Франции).

Нации подразделялись на более мелкие единицы — провинции, которых у галлов было пять, а у англичан три.

### Ректор
Во главе каждой нации стоял ректор, избиравшийся на 1 месяц из читающих магистров (magistri actu regentes); нация имела свою печать, свои собрания, свои списки, кассу, церковь и своего святого-патрона. Вскоре все 4 нации объединились под властью ректора, который впервые упоминается в 1245 г.
Когда обе корпорации — артистический факультет и объединенные землячества — слились в одну, ректор оказался главою самой внушительной силы в университете. В одном документе 1272 года он уже величается rector nostrae facultatis. Постепенно ректор сделался главою всего университета, подчинив себе прокураторов наций и деканов. Это объясняется тем, что артистический факультет численностью превосходил в несколько раз другие факультеты; в одном списке 1362 г. перечислены 25 богословов, 11 канонистов, 25 медиков и 441 артист. Артисты имели своих представителей на всех факультетах, в качестве схоларов, и борьба за университетскую автономно велась собственно ими, пером, словом, а иногда и мечом. Спор ректора с деканами о первенстве был решён папою в пользу первого; в 1341 г. ему подчинились самые упорные противники, богословы. Остался неразрешённым со стороны папы еще вопрос о преимуществе ректора или канцлера, но артисты прямо заявили последнему, что, кроме папы, признают главою университета только ректора. Около половины XIV в. явилась формула: Rector et universitas magistrorum et scholarium. Ректор избирался с 1276 г. на четверть года, сначала прокураторами наций, а впоследствии особой комиссией из 4 лиц. Он созывал и руководил собраниями артистов и всего университета, разбирал столкновения, принимал присягу от вновь поступающих и вносил их в списки, наблюдал за точным выполнением решений собрания, оберегал привилегии университета. Должность эта, приносившая очень мало дохода, была сопряжена с большими издержками, главным образом на представительство, но зато считалась чрезвычайно почётной. В торжественных случаях ректор занимал одинаковое место с епископом, впереди остальных прелатов.

### Колле́жи (коллегии)
Важное место в университете занимали коллежи (коллегии) — общежития, учреждавшиеся на пожертвования благотворителей, преимущественно духовных особ. В Париже коллежи были замкнутыми корпорациями не одних только схоларов, как в Италия, но и магистров, и притом иногда людей со средствами. К старейшим коллежам принадлежат знаменитая Сорбонна и Наваррский коллеж, учреждённый Иоанной Наваррской, женой короля Филиппа IV, в 1305 году.
Большая часть коллегий в Париже были учреждениями разных наций — скандинавов, шотландцев, немцев и др. При несовершенной организации студенческого быта, при отсутствии определенного дохода у преподавателей (не все профессора имели пребенды, а гонорар от слушателей (pastas, minerval) только у артистов был довольно значителен) и достаточного помещения для лекций, среди города, представлявшего не только много соблазнов, но и опасностей для жизни неопытного юношества, учреждение коллежей было настоящим благодеянием.
С 1200 по 1500 гг. было учреждено до 50 коллежей. Крупнейшие из них имели до 100 членов. Постепенно коллежи перенесли в свои аудитории почти всё преподавание.

## XV век
В 1463 году артистический факультет постановил, чтобы все схолары, не жившие у родных или у какого-нибудь видного члена факультета, поселялись в коллежах или «педагогиях», — частных училищах с пансионами, в которых схолары получали содержание и обучение за плату. Предпринимателем являлся магистр, нанимавший учителей и наблюдавший за своими пансионерами. Этот школьный промысел, процветавший в Болонье и Оксфорде уже в XIII в., был занесён в Париж не ранее XIV в. Схолары частных пансионов посещали и университетские лекции, принимали участие в торжествах и актах «наций» и университета; вообще, «педагогии» рассматривались как составная часть университета.

## Сложная федерация
Вольная корпорация магистров и схоларов превратилась в очень сложную «федеративную республику многочисленных корпораций». Рядом существовали и действовали, часто без определенно разграниченных компетенций, факультеты, «нации», испытательные комиссии, школы трех монашеских орденов, наполовину только принадлежавшие к университету, коллежи, капитул собора и оба канцлера. И вне университета были конкурирующие силы, влиявшие на его судьбу: папа и его легаты, король, его чиновники и парламент.
Корпорации признавали своим главой только папу и находились в почти постоянной оппозиции правительству и городскому управлению, составляя как бы государство в
государстве.
В качестве полудуховного общества магистров, подчинённого духовной власти, Парижский университет представлял полный контраст со светскими, республиканскими университетами североитальянских городов; в качестве Studium generale он был, главным образом, высшей школой богословия и свободных искусств, включил в свои программы юриспруденцию только в виде канонического права, а в медицине уступал первенство другим studia generalia. Сделавшись величайшей школой всего Западной Европы, имея среди своих учеников и учителей представителей всех наций и величайших ученых средневековья — Фому Аквинского, Альберта Великого, Раймунда Луллия, Роджера Бэкона, Дунса Скота, Уильяма Оккама, — университет стал высшим авторитетом в вопросах веры и разума и во время падения папства, в эпоху великого раскола, в лице Д’Альи, Герсона и Клеманжи был руководителем католической церкви и сделал попытку реформировать её во главе и членах.
Однако своей ролью на соборах, союзом с англо-бургундской партией, осуждением Жанны д’Арк и оппозицией правительству университет приобрёл опасных врагов. Уже Филипп VI (1340) подчинил его снова юрисдикции прево; в 1446 г. Карл VII приказал парламенту произвести полный пересмотр дел университета, а Людовик XI ещё больше ограничил его автономию.
Вместе с тем две новые культурные силы — ренессанс и реформация — сокрушили научное основание существования университета — схоластику.
Усиление королевской власти привело к большому стеснению самостоятельности университета, ректор которого с 1600 года стал королевским чиновником, хотя и избирался представителями «наций».

## Пример для других университетов
Все другие университеты, возникшие в средние века на нынешней французской территории, сформировались по примеру Парижа: корпорацию составляли магистры (исключение — схоларная корпорация и юристов в Монпелье), а руководство и юрисдикция принадлежали представителю епископа, канцлеру. Но в противоположность парижскому, другие французские университеты были по преимуществу studia generalia не богословия, а юриспруденции.
До XV века королевское правительство мало влияет на развитие университетов и мало содействует их процветанию. Инициатива учреждения университета исходит от ленных владетелей, городов или, чаще всего, от папы, который поддерживал studia generalia привилегиями, пребендами и освобождением духовенства, желавшего учиться в университете, от прикрепления к известному монастырю, городу и т. д.
С XIV века развивается мнение, что только те школы — настоящие studia generalia, которые имеют папские или императорские учредительные грамоты, или преобразованы на
основании таких грамот; в противном случае выдаваемые школой учёные степени не имеют силы.
В Монпелье университет был учрежден (1220) из Медицинской школы, славившейся еще в первой половине XII века. Главным предметом там осталась медицина и в Монпелье стекалось множество иностранцев из Испании, Италии, Германии и других стран.
Основание университета в Тулузе (1229) имело целью создать ученую цитадель для борьбы с ересью, развившейся на юге Франции. В Авиньоне процветала Юридическая школа, признанная папой Бонифацием VIII в 1303 г. в качестве Studium generale. Еще более прославилась Юридическая школа в Орлеане, реорганизованная папой Климентом V в 1306 году; она долго привлекала множество схоларов из Германии. Близ Орлеана выросла Юридическая школа в Анже, преобразованная в Studium generale в 1337 г.
В южной Франции в первой половине XIV века были основаны университеты в Гренобле (существовали очень недолго) и в Каоре. Затем наступил длинный перерыв, вызванный внутренними смутами и войной с Англией. В первой половине XV в. основаны университеты в Экс-ан-Провансе, Доле, Кане, Пуатье и Бордо.
Парижский тип университета был скопирован почти целиком в Германии, у которой до XIV века не было собственных высших школ.